# Antônio de Araújo Aragão Bulcão
Antônio de Araújo Aragão Bulcão, terceiro barão de São Francisco ComC (1833 — 1895) foi um político brasileiro.
Filho do 2.º barão de São Francisco, foi presidente da província de Sergipe, de 20 de outubro de 1867 a 18 de agosto de 1868, depois da província da Bahia.
Agraciado barão, era cavaleiro da Imperial Ordem de Cristo e comendador da Ordem Militar de Cristo.